# École nationale de l'humour
 (décembre 2021).
Pour les articles homonymes, voir ENH.
L’École nationale de l'humour (ENH) est une institution d'enseignement privée de Montréal, au Québec (Canada), qui offre une formation professionnelle spécialisée en humour, reconnue et soutenue par les paliers de gouvernements québécois et canadiens.
L’école prévoit déménager sur la rue Saint-Denis à l’automne 2026.

## Description
L’École nationale de l'humour (ENH) est une institution d'enseignement privée sans but lucratif, située à Montréal, au Québec (Canada), qui offre une formation professionnelle aux créateurs qui désirent se spécialiser dans le domaine de l'humour en tant qu'humoristes (auteurs-interprètes) ou auteurs. Elle est reconnue par le ministère de l'Éducation et de l'Enseignement supérieur et est soutenue par le ministère de la Culture et des Communications et Patrimoine canadien.
Fondée en 1988 par sa directrice actuelle Louise Richer, l'ÉNH est reconnue comme un lieu de convergence des expertises en humour et une institution de l'écosystème culturel québécois .
L'établissement a formé plus de 500 créateurs, humoristes et auteurs, outillés à intervenir sur l'ensemble des plateformes de création : scène, télévision, web, radio, cinéma et publicité.
En plus de sa formation professionnelle, l'ÉNH offre un perfectionnement en Scénarisation de comédie télévisée, des services aux entreprises ainsi que des cours récréatifs ouverts à tous. L'ÉNH agit comme chef de file dans la réflexion sur la place et la fonction de l'humour dans la société. Elle travaille à faire reconnaître l’humour comme discipline à part entière, œuvre à la préservation du patrimoine artistique en humour, notamment en ayant créé l’Observatoire de l’humour.
En mars 2020, l'ÉNH conclut, pour une deuxième année de suite, un partenariat avec Netflix en leur remettant quatre bourses de 35 000 $. Ces bourses permettent de soutenir des projets visant à mettre en œuvre les premières créations en fiction de comédies des lauréats.

## Étudiants
Plusieurs des plus grands noms de l'humour québécois en sont issus: Mike Ward, Jean-Michel Anctil, Jean-François Baril, Alexandre Barrette, François Bellefeuille, Philippe Bond, Mehdi Bousaidan, Les Denis Drolet, Dominic et Martin, Jay Du Temple, Lydia Leiffer, Stéphane Fallu, Roman Frayssinet, José Gaudet, Cathy Gauthier, Pierre Hébert, Louis-José Houde, Pierre-Yves Roy-Desmarais, Patrick Huard, Mario Jean, Garihanna Jean-Louis, Philippe Laprise, Sylvain Larocque, Katherine Levac, Marielle Léveillé, Peter MacLeod, Maxim Martin, Martin Matte, Claudine Mercier, Jean-François Mercier, François Morency, Louis Morissette, Guy Nantel, Dominic Paquet, Laurent Paquin, Jean-Marc Parent, Alex Perron, Stefan Richard, Billy Tellier, Mario Tessier, Guillaume Wagner, Coco Belliveau, etc.

### Diplômés
- Émilie Ouellette
- Coco Belliveau